# Maluda
Maluda (jap. あずきちゃん Azuki-chan) – serial anime wyprodukowany w 1995 roku przez studio Madhouse. Powstał na podstawie komiksu Yasushi Akimoto i Chika Kimura. Scenariusz napisał Shunichi Yukimuro, a muzykę skomponował Yo Tsuji. W Polsce serial był emitowany na kanale TVP Regionalna z japońskim dubbingiem i polskim lektorem.

## Opis fabuły
Serial anime opisuje przygody uczennicy Maludy (Azusy "Azuki-chan" Noyama).

## Wersja polska
Wersja z polskim lektorem i japońskim dubbingiem emitowana w 1997 roku na TVP Regionalna. Czołówka i tyłówka serialu była opracowana w polskiej wersji wokalnej. 
- Tekst polski: Maria Okulicz
- Opracowanie i udźwiękowienie:  Telewizja Polska SA Oddział w Szczecinie
- Lektor:  Katarzyna Tokarczyk

## Bohaterowie
- Maluda (Azusa "Azuki-chan" Noyama) – główna i tytułowa bohaterka serialu. Jest zakochana w Yunosuke. Była bardzo podekscytowana, gdy rozmawiała z nim przez telefon po raz pierwszy. Nienawidzi swojego prawdziwego imienia, jednak dzięki niemu Yunosuke ją zapamiętał. Prowadzi swój własny pamiętnik. Mieszka razem z rodzicami i bratem. Przyjaciele wołają na nią Maluda. Jej najlepszymi przyjaciółkami są Kaoru, Jidama oraz Tomomomi. Ma czarne włosy spięte w dwa kucyki.
- Yunosuke Ogasawara – podoba się Maludzie i Yoko, oprócz tego jest obiektem westchnień wielu dziewczyn w szkole. Ma krótkie brązowe włosy. Uwielbia piłkę nożną i gry video.
- Kaoru Nishino – najlepsza przyjaciółka Maludy, ma blond włosy spięte z tyłu kokardą, jest spokojną, trochę nieśmiałą i bardzo wrażliwą dziewczynką. Mieszka razem z mamą, która jest właścicielem salonu fryzjerskiego. Podoba jej się Ken Takayanagi.
- Jidama (Midori Kodama) – druga najlepsza przyjaciółka Maludy, ma ciemnobrązowe włosy upięte niedbale w dwa warkocze, nosi spodnie, jest twarda z charakteru i nienawidzi swojego imienia podobnie jak Azuki. Bliscy przyjaciele wołają na nią Jidama. Mieszka z babcią. Nie lubi chłopców, uważa, że wszyscy to playboye i szkoda czasu się nimi interesować.
- Tomo (Tomomi Takahashi) – przyjaciółka Maludy, nosi okulary i ma czarne włosy. Jest inteligentna i sumienna. Podoba jej się Makoto Sakaguchi. Wpada na pomysł założenia wspólnego klubu z Maludą, Kaoru i Jidamą.
- Makoto Sakaguchi – jeden z najlepszych przyjaciół Yunosuke i Kena. Razem z Kenem lubi płatać figle. Potajemnie jest zakochany w Yoko. Ma duże oczy, których nie otwiera, przez co wydaje się być postacią trochę senną i leniwą. Ma jasne, krótkie włosy.
- Ken Takayanagi – jest również najlepszym przyjacielem Yunosuke. Zaleca się do Maludy, którą zna od czasów dzieciństwa. Jego rodzice są właścicielami stoiska z makaronem. Uwielbia grać w baseball. Traktuje Daizu jak młodszego brata. Ma czarne kręcone włosy, nosi pomarańczową czapkę z daszkiem. Lubi jeść czosnek.
- Yoko Sakakibara – bogata, piękna i próżna dziewczyna, o długich brązowych włosach, spiętych opaską, uważa Yunosuke za swojego chłopaka, jest zazdrosna o Maludę.
- Daizu Noyama – młodszy brat Maludy. Podoba mu się Yoko Sakakibara. Dużo czasu spędza z Kenem, który uczy go gry w baseball.
- Keiko Noyama – matka Maludy i Daizu. Przyjaźni się z mamą Yunosuke.
- Tadashi Noyama – ojciec Maludy i Daizu. Ma krótkie czarne włosy i nosi okulary.
- Pan Tago – wychowawca Maludy.

## Wersja oryginalna
- Rodzina Noyama:
  - Yukana – Azusa (Azuki-chan) Noyama
  - Etsuko Kozakura – Daizu Noyama
  - Mitsuru Ogata – Gouzou Noyama
  - Yuko Minaguchi – Keiko Noyama (matka Azusy)
  - Kunihiko Yasui – Tadashi Noyama (ojciec Azusy)
- Rodzina Ogasawara:
  - Issei Miyazaki – Yuunosuke Ogasawara
  - Arisa Andou – Matka Yuunosuke (pierwszy głos)
  - Kaoru Fujimoto – Matka Yuunosuke (drugi głos)
  - Hideyuki Umezu – Ojciec Yuunosuke
- Rodzina Nishino:
  - Taeko Kawata – Kaoru Nishino
  - Rei Sakuma – Matka Kaoru
  - Hidenari Ugaki – Ojciec Kaoru
- Rodzina Kodama:
  - Rica Matsumoto – Midori (Jidama) Kodama
  - Mie Odagi – Aoi Kodama
- Rodzina Takahashi:
  - Yukiji – Tomomi (Tomo) Takahashi
  - Masami Toyoshima – Matka Tomo
  - Masayuki Omoro – Ojciec Tomo
  - Eiji Itô – Dziadek Tomo
- Rodzina Takayanagi:
  - Mitsuaki Madono – Ken Takayanagi
  - Harumi Murakami – Matka Kena
  - Kazuki Yao – Ojciec Kena
- Rodzina Sakaguchi:
  - Kyōsei Tsukui – Makoto Sakaguchi
  - Kyōsei Tsukui – Ojciec Makoto
- Rodzina Sakakibara:
  - Rei Sakuma – Yoko Sakakibara
  - Rica Matsumoto – Mama Yoko
- Pozostali:
  - Akiko Suzuki – Sadao
  - Daiki Nakamura – Shimazaki
  - Emi Shinohara – Mina Kadzuki
  - Hisayoshi Izaki – Saeki
  - Kazue Ikura – Michie Oosako
  - Masako Katsuki – Ciotka Senda
  - Keiichi Sonobe – Wójek Senda; Pan Tago (nauczyciel Azusy)
  - Ayako Shiraishi – Yoshino-sensei
  - Mako Hyōdō – Michio
  - Nobutoshi Hayashi – Katsuya Toujou
  - Rihoko Yoshida – Shino
  - Saori Higashi – Shousaku Saitou
  - Shigeru Nakahara – Kento
  - Shin’ichirō Miki – Taku Fujimaki
  - Toshihiko Seki – Ryuuzou
  - Toshio Funatsu – Koyama
  - Toshiyuki Morikawa – Detektyw
  - Yumi Takada – Madoka Saitou
  - Yuriko Yamaguchi – Saeko Sakaguchi

Źródło:

## Lista odcinków

### Seria I
|     |                                       |                                                          |                                                                                       |  |  |  |  |
| 01  | Pierwsza miłość Maludy                | Spring! The love of Azuki has the color of cherries      | 春らんまん!あずきの恋はさくら色 (Haru ranman! Azuki no koi wa sakura shoku)           |  |  |  |  |
|     |                                       |                                                          |                                                                                       |  |  |  |  |
| 02  | Zamieszanie z gumką                   | Secret! The spell of the eraser                          | 秘密!消しゴムのおまじない (Himitsu! Keshigomu no omajinai)                            |  |  |  |  |
|     |                                       |                                                          |                                                                                       |  |  |  |  |
| 03  | Kogo lubię najbardziej                | Great confession! The person who I like                  | 大告白!わたしの好きな人 (Dai kokuhaku! Watashi no sukina hito)                        |  |  |  |  |
|     |                                       |                                                          |                                                                                       |  |  |  |  |
| 04  | Śmiech i łzy szkolnej olimpiady       | Shock! Competition sport filled with tears               | ショック!涙なみだの運動会 (Shokku! Namida nami dano undoukai)                         |  |  |  |  |
|     |                                       |                                                          |                                                                                       |  |  |  |  |
| 05  | Goście w domu                         | Pulsating! Is Yunosuke coming home?                      | ドキドキ!勇之助くんが家に来る? (Dokidoki! Yuunosuke-kun ga ie ni kuru?)               |  |  |  |  |
|     |                                       |                                                          |                                                                                       |  |  |  |  |
| 06  | I młodszy brat może się przydać       | Panic! Double-appointment scramble                       | あせっちゃう!かけもちスクランブル (Asetchau! Kakemochi sukuranburu)                   |  |  |  |  |
|     |                                       |                                                          |                                                                                       |  |  |  |  |
| 07  | Podróże kształcą                      | Fine weather! A shot of two in a haze                    | 五月晴れ!霧の中のツーショット? (Satsukibare! Kiri no naka no tsuushotto?)             |  |  |  |  |
|     |                                       |                                                          |                                                                                       |  |  |  |  |
| 08  | Pomieszanie z poplątaniem             | Really? The rival Jidama!                                | ホント?ライバルはジダマ!! (Honto ? Raibaru wa Jidama!!)                               |  |  |  |  |
|     |                                       |                                                          |                                                                                       |  |  |  |  |
| 09  | Porozmawiajmy o mężczyznach           | Members wanted! One-sided love club                      | 大募集?かたおもい友の会 (Dai boshuu? kata omoi tomo no kai)                           |  |  |  |  |
|     |                                       |                                                          |                                                                                       |  |  |  |  |
| 010 |                                       | Secret! Is Yunosuke-kun a snail?                         | ないしょ!ユーノスケくんはカタツムリ? (Naisho! Yuunosuke kun wa katatsumuri?)          |  |  |  |  |
|     |                                       |                                                          |                                                                                       |  |  |  |  |
| 011 |                                       | The exciting first date                                  | ときめき♥はじめてのデート (Tokimeki ♥ hajimete no deeto)                              |  |  |  |  |
|     |                                       |                                                          |                                                                                       |  |  |  |  |
| 012 | Zazdrość                              | Jealousy! Dizzy Yunosuke                                 | ジェラシー!ふりむいて勇之助くん (Jerashii! furimuite Yuunosuke kun)                   |  |  |  |  |
|     |                                       |                                                          |                                                                                       |  |  |  |  |
| 013 | Afera u fryzjera                      | Gentlemen's secret!? Ken in the beauty salon             | 男のヒミツ!?美容室のケンちゃん (Otoko no himitsu!? biyou shitsu no ken chan)          |  |  |  |  |
|     |                                       |                                                          |                                                                                       |  |  |  |  |
| 014 | Życzenia do spełnienia                | Please!! It calls a desire to the stars                  | オネガイ!七夕に願いをこめて (Onegai! nanayuu ni negai o komete)                       |  |  |  |  |
|     |                                       |                                                          |                                                                                       |  |  |  |  |
| 015 | Dziennik do wymiany                   | TOP! The start of a shared diary                         | 始まり♥愛の交換日記 (Hajimari ♥ ai no koukan nikki)                                   |  |  |  |  |
|     |                                       |                                                          |                                                                                       |  |  |  |  |
| 016 | Pierwszy dzień wakacji                | Delicious?! Sauce flavored prawns                        | おいしい!?しょうゆ味のエビフライ (Oishii!? shouyu mi no ebi furai)                    |  |  |  |  |
|     |                                       |                                                          |                                                                                       |  |  |  |  |
| 017 | Wakacyjny rozkwit uczuć               | Is it the wrath of a woman?! Duel in the park Octopus    | 女の意地!?決闘タコ公園 (Onna no iji!? kettou tako kouen)                              |  |  |  |  |
|     |                                       |                                                          |                                                                                       |  |  |  |  |
| 018 | Czekanie na list                      | Tide of the Summer! Letters of cold love                 | 夏便り!待ちぼうけのラブレター (Natsu tayori! machibouke no raburetaa)                 |  |  |  |  |
|     |                                       |                                                          |                                                                                       |  |  |  |  |
| 019 | Pierwsza miłość mamy                  | The secrets of a mother! Memories of first love          | お母さんの秘密!想い出ファーストラブ (Okaasan no himitsu! omoide faasuto rabu)         |  |  |  |  |
|     |                                       |                                                          |                                                                                       |  |  |  |  |
| 020 | Różne drogi miłości                   | Abrakadabra! Sharing love with flavored ramen            | ピリカラ!恋の出前はラーメンの味 (Pirikara! koi no demae wa raamen no aji)             |  |  |  |  |
|     |                                       |                                                          |                                                                                       |  |  |  |  |
| 021 | Wycieczka z duchami                   | Surprise! Shocking school camping                        | ドッキリ!恐くてうれしい林間学校 (Dokkiri! kowakute ureshii rinkan gakkou)             |  |  |  |  |
|     |                                       |                                                          |                                                                                       |  |  |  |  |
| 022 | Letnia szkoła rozczarowań             | Why? Do not you remember my birthday?                    | どうして?忘れられた誕生日 (Doushite? wasurerareta tanjoubi)                           |  |  |  |  |
|     |                                       |                                                          |                                                                                       |  |  |  |  |
| 023 | Nadmiar spełnionych życzeń            | What a pain! The newspaper interchange finishes          | たいへん!交換日記が終わっちゃう (Taihen! koukan nikki ga owacchau)                    |  |  |  |  |
|     |                                       |                                                          |                                                                                       |  |  |  |  |
| 024 | Wizyta dziadka                        | Grandpa, please, you have to accept Yunosuke             | おじいちゃん!勇之助くんを信じて (Ojiichan! Yuunosuke-kun o shinjite)                  |  |  |  |  |
|     |                                       |                                                          |                                                                                       |  |  |  |  |
| 025 | Czas na Tomo                          | Hold on! The first appointment of Volume                 | がんばって!トモちゃんの初デート (Ganbatte! Tomo chan no hatsu deeto)                  |  |  |  |  |
|     |                                       |                                                          |                                                                                       |  |  |  |  |
| 026 | Wyprawa na winogrona                  | Is Falling?! Collecting grapes                           | 秋深し!?はなればなれのぶどう狩り (Akifukashi!? hanare banare no budou kari)           |  |  |  |  |
|     |                                       |                                                          |                                                                                       |  |  |  |  |
| 027 | Miłość i nienawiść                    | AAH! I hate you Yuunosuke                                | ガーン!勇之助くんなんか大きらーい (Gaan! Yuunosuke-kun nanka ookiraai)                |  |  |  |  |
|     |                                       |                                                          |                                                                                       |  |  |  |  |
| 028 | Maraton z niespodzianką               | Flaming rivals! Ken vs Yunosuke                          | 炎のライバル!ケンちゃんV.S.勇之助くん (Honoo no raibaru! Ken chan V.S. Yuunosuke-kun) |  |  |  |  |
|     |                                       |                                                          |                                                                                       |  |  |  |  |
| 029 | Junosuke i mój tato                   | Dont you see! Dad lazy at home                           | 見せたくない!うちのぐうたらお父さん (Misetakunai! Uchi no guutara otousan)            |  |  |  |  |
|     |                                       |                                                          |                                                                                       |  |  |  |  |
| 030 | Czy to koniec przyjaźni?              | Major problems! The trio Nakayoshi                       | 大ピンチ!なかよし三人組 (Dai pinchi! Nakayoshi san ningumi)                           |  |  |  |  |
|     |                                       |                                                          |                                                                                       |  |  |  |  |
| 031 | Komu przypadną szklane pantofelki?    | The heroine of tears! Who will carry the shoes of glass? | 涙のヒロイン!ガラスの靴は誰のもの (Namida no hiroin! garasu no kutsu wa dare no mono) |  |  |  |  |
|     |                                       |                                                          |                                                                                       |  |  |  |  |
| 032 | Zawiła intryga                        | Surprise?! Who is the false couple?                      | びっくり!?にせカップルは誰 (Bikkuri!? nise kappuru wa dare)                           |  |  |  |  |
|     |                                       |                                                          |                                                                                       |  |  |  |  |
| 033 | Szalik w roli głównej                 | The Debut ♥ love story of Kaoru                          | 初公開♥かおるちゃんの恋物語 (Hatsu koukai ♥ Kaoru chan no koi monogatari)             |  |  |  |  |
|     |                                       |                                                          |                                                                                       |  |  |  |  |
| 034 | Co w końcu z tym całowaniem?          | Takes! The first kiss in the dream                       | ドキッ!夢のなかのファーストキス (Doki! yume no naka no faasuto kisu)                  |  |  |  |  |
|     |                                       |                                                          |                                                                                       |  |  |  |  |
| 035 | Skąd się biorą dzieci                 | Naish! Where do babies come from?                        | ナイショ!赤ちゃんはどこからくるの (Naisho! Akachan wa doko kara kuru no)              |  |  |  |  |
|     |                                       |                                                          |                                                                                       |  |  |  |  |
| 036 | Przyszła kryska na matyska            | Shock! The love story of Jidama                          | ショーゲキ!!ジダマの恋の物語 (Shoogeki!! Jidama no koi no monogatari)                 |  |  |  |  |
|     |                                       |                                                          |                                                                                       |  |  |  |  |
| 037 | Tajemnicze przedświąteczne wydarzenia | Urrrr! A gift just for you                               | ウルウル!たったひとつのプレゼント (Uruuru! Tatta hitotsu no purezento)                |  |  |  |  |
|     |                                       |                                                          |                                                                                       |  |  |  |  |
| 038 | Samotna gwiazdka                      | It's cold! Christmas in solitude                         | さむーい!ひとりぼっちのクリスマス (Samui! hitori bocchino kurisumasu)                 |  |  |  |  |
|     |                                       |                                                          |                                                                                       |  |  |  |  |
| 039 | Koniec i początek                     | Goodbye! Shared diary of the two                         | さようなら!ふたりの交換日記 (Sayounara! futari no koukan nikki)                       |  |  |  |  |

### Seria II
- 040. 春満開!クラスそろって初恋ブーム (Harumankai! Kurasu sorotte hatsukoi buumu)
- 041. いつも話し中!愛のホットライン (Itsumo hanashi chuu! Ai no hottorain)
- 042. アツいよ～!夢のなかのハシカ (Atsui yo! yume no naka no hashika)
- 043. いじっぱり!ジダマv.s.おばあちゃん (Ijippari! Jidama v.s. obaachan)
- 044. キャーッ!勇之助くんと恐怖のドライブ (Kyaa?! Yuunosuke-kun to kyoufu no doraibu)
- 045. リサーチ!トモちゃんの夢 (Risaachi! Tomo chan no yume)
- 046. 春のサスペンス!ドキドキ家庭訪問 (Haru no sasupensu! dokidoki katei houmon)
- 047. ライバル出現!どうするの勇之助くん (Raibaru shutsugen! dousuruno Yuunosuke-kun)
- 048. 風かおる!泥だらけの田植えツアー (Kaze Kaoru! doro darake no taue tsuaa)
- 049. カンゲキ!!調子はずれの愛のメロディー (Kangeki!! choushihazure no ai no merodii)
- 050. ハズカシー!勇之助くんがお嫁さん!? (Hazukashii! Yuunosuke-kun ga oyomesan!?)
- 051. SOS!ジダマ火山バクハツ寸前 (SOS! Jidama kazan bakuhatsu sunzen)
- 052. サイアクー!恋のジンクス泣き別れ (Saiakuu! koi no jinkusu nakiwakare)

## Maluda (wersja filmowa)
Maluda - Walentynkowa Przygoda (jap. あずきちゃん ホワイト・バレンタイン♥ 恋のチャンスがやってきた!! Azuki-chan White Valentine Koi no Chance ga Yatte Kita!!) – film krótkometrażowy z 1995 roku wyprodukowany przez studio Madhouse.

### Fabuła
Zbliżają się walentynki, Maluda pragnie upiec ciasto dla Yunosuke, a Kaoru dla Kena. Postanawiają wybrać się razem po składniki do sklepu. Po drodze zaczepia ich Yoko i oznajmia, że chce urządzić imprezę w domku Yatsugatake. Dziewczynki nie przepadają za sobą, za namową Jidamy wymyślają pretekst, iż jej babcia ma urodziny i będą nieobecne na zabawie. Tymczasem Yunosuke informuje wszystkich w szkole, że Yoko zaprosiła go na imprezę. Ken i Makoto również zostali zaproszeni. Azuki jest zaskoczona. Jidama wyczuwa w tym intrygę. Uważa, że Yoko zrobiła to specjalnie, gdyż założyła z góry, że dziewczynki nie przyjdą. Kiedy Maluda wraca do domu, dowiaduje się, że jej młodszy brat Daizu również wybiera się z Kenem do Yatsugatake. Yunosuke dzwoni do Azuki i oznajmia jej, że jutro rano przyjdzie odebrać Daizu. Maluda chce wykorzystać okazję i wręczyć mu ciasto przed wyjazdem. Razem z Kaoru pieką czekoladowe ciasteczka. Niestety po Daizu przybywa Ken. Maluda jest rozczarowana, Daizu wręcza czekoladki Kenowi. Chłopcy jadą z Yoko oraz z jej mamą odebrać Yunosuke. Drogi są zaśnieżone i do tego sypie śnieg. Auto wpada w poślizg i cała piątka ma wypadek. Tymczasem Yunosuke dzwoni do Maludy i oznajmia jej, że jeszcze nie przyjechali go odebrać. Kaoru podejrzewa, że stało się coś złego. Dziewczyny razem z panem Tago, nauczycielem Azuki postanawiają rozpocząć poszukiwania. Po chwili odnajdują rozbity samochód mamy Yoko. Na szczęście nikomu nic się nie stało. Wszyscy są cali. Tylko Yoko dostała gorączki i musi wypoczywać. Tymczasem Yunosuke znudziło się ciągłe czekanie i postanawia na własną rękę wybrać się na imprezę, niestety po drodze zgubił się. Jest już bardzo późno. Wszyscy się niepokoją. Maluda puszcza petardy, by naprowadzić go na właściwą drogę. Yunosuke podąża za nimi i odnajduje Azuki i resztę. Wszyscy oprócz chorej Yoko idą na narty. Daizu zostało trochę ciasta, które Maluda chciała podarować Yunosuke. Brat nie oddał wszystkiego Kenowi, chce aby siostra wręczyła Yunosuke swój walentynkowy wypiek. Tak też się dzieje. Yunosuke cieszy się z prezentu. Informuje, że gdyby nie zapomniał o walentynkach, to nie poszedł by na imprezę do Yoko. Maluda jest szczęśliwa słysząc te słowa. Wierzy, że oboje mogą być razem.

### Obsada (głosy)
- Yukana jako Azusa "Azuki-chan" Noyama
- Issei Miyazaki jako Yuunosuke Ogasawara
- Rei Sakuma jako Yoko Sakakibara
- Rica Matsumoto jako Midori "Jidama" Kodama
- Taeko Kawata jako Kaoru Nishino
- Yukiji jako Tomomi "Tomo-chan" Takahashi
- Mitsuaki Madono jako Ken "Ken-chan" Takayanagi
- Kyōsei Tsukui jako Makoto Sakaguchi
- Etsuko Kozakura jako Daizu Noyama
- Keiichi Sonobe jako Pan Tago
- Kunihiko Yasui jako Tata Azuki
- Yuko Minaguchi jako Mama Azuki
- Saori Higashi jako Uczeń

Źródło: